# دم‌فلزی پولکی
دم‌فلزی پولکی (نام علمی: Metallura aeneocauda) گونه‌ای از مرغ مگس در تبار خورشیدفرشته‌تباران (Lesbiini) از زیرتیرهٔ خورشیدیان (Lesbiinae) است که در بولیوی و پرو یافت می‌شود.